# Mikroregion Sorocaba

Mikroregion Sorocaba

Mikroregion Sorocaba – mikroregion w brazylijskim stanie São Paulo należący do mezoregionu Metropolitana de São Paulo. Ma 4.212,4 km² powierzchni.

## Gminy
- Alumínio
- Araçariguama
- Araçoiaba da Serra
- Cabreúva
- Capela do Alto
- Iperó
- Itu
- Mairinque
- Porto Feliz
- Salto
- Salto de Pirapora
- São Roque
- Sarapuí
- Sorocaba
- Votorantim